# 若林正恭
若林 正恭（わかばやし まさやす、1978年〈昭和53年〉9月20日 - ）は、日本のお笑いタレント、司会者、俳優、エッセイスト。お笑いコンビ・オードリーのツッコミ（ボケに回ることもある）、ネタ作り担当。相方は春日俊彰。
東京都中央区入船出身。ケイダッシュステージ所属。既婚。

## 人物
2歳年上の姉がいる。若林が小学2年の頃、TBSテレビの『3時にあいましょう』で取材されて家族で出演した。その映像は後に『中居正広の金スマ』で紹介された。
小学校6年生の1年間は越境通学をしていた。小学校時代は少年野球で捕手を務め、オール中央区に選抜された経験を持つ。ただ試合前に自転車の車輪を手で回して、そこに足の指を入れたところ、骨折をして出場できなくなったことがある。
中学時代のあだ名は「じゃり」。また、父親がNFL好きだった影響で、ラグビーやアメリカンフットボールに興味を持つようになった。中学ではラグビー部に所属（関東大会に出場経験あり）。ポジションはスクラムハーフだったが、バックス（後方に位置する選手）にオール東京のプレイヤーが揃っており「蹴るな、走るな」と言われてひたすらパスを回す選手だった。また、深夜放送のバラエティ番組等でとんねるずやビートたけしが暴れているところを見て、「なんだこの大人たちは…俺もこんな大人になりたい」と思い、芸人を志した。
高校時代は「合法的に人とぶち当たれるから」という理由でアメリカンフットボール部に所属。ポジションはランニングバック。東京都でベスト4になった時のレギュラーメンバー。背番号は44だった。70ヤード (64 m)を独走してタッチダウンしたことがある。ディフェンスが全員でブリッツして入って来たため、ピッチが空いた所を突いて独走したという。
大学は夜間大学に入学したので学校内に同年代の人も少なく、頻繁に春日と遊んでいた。高校時代に仲の良かった11人グループから面白い順に声をかけていき、8番目の断らなかった春日を相方に選んだ。

### お笑い芸人として
2000年、21歳の時に日本大学第二中学校・高等学校の同級生で中学2年次から旧知の間柄であった春日と「ナイスミドル」名義でコンビ結成。
2005年、コンビ名を現在の「オードリー」に改名。
2007年にラ・ママ新人コント大会のオーディションに参加。そこで主催の渡辺正行から「これはM-1の決勝に行ける漫才だよ」と称賛された。さらに、当時から若手トップクラスの評価をされていたスピードワゴンの小沢一敬からまったくの無名時代である自分達のネタを大絶賛されている。
2009年、お笑いライブ『潜在異色』内で、山里亮太（南海キャンディーズ）との漫才コンビ『たりないふたり』を結成。その後、同名を冠した番組が何度か放送され毎度漫才を披露してきたが、2021年5月31日に開催された無観客ライブ『明日のたりないふたり』にて12年の歴史に終止符を打った。同年12月12日には『明日のたりないふたり 特別版』として、全国の映画館で1日限定上映された。
飯塚悟志（東京03）とはお互いに芸人として尊敬し合っている。また、飯塚は『爆笑問題の検索ちゃん』（テレビ朝日）内でオードリーが披露し賛否両論を読んだネタ「CR春日」を絶賛している。
漫才師としてナイツは理想のコンビであるという。「塙君のボケにはいつもグッとくる」と話している。

### 趣味・嗜好
岡本太郎に深く傾倒しており、オードリーの今のスタイルである春日の胸を張ったポーズは、大阪万博の太陽の塔がモデルである。
15歳のときからのヒップホップのリスナーであり、Creepy Nutsについては古くからのファンであると同時にメンバーとの深い交友もある。2014年の「ニッポン放送 開局60周年記念 オードリーのオールナイトニッポン5周年記念 史上最大のショーパブ祭り」では、MC.waka の名前で、Miwaとのコラボレーションソング『サヨナラ feat. MC.waka』にて日本語ラップを披露している（miwaのライブツアー『Miwa ARENA tour 2017 “SPLASH☆WORLD”』の横浜アリーナ公演にもサプライズゲストとして出演）。
星野源のファンであり、星野源もまたオードリーや若林のファンである。
好きな作家は村上龍、藤沢周など。
伊集院光を尊敬しており、伊集院がパーソナリティーを務めているラジオを昔からよく聞いている。
好きな芸能人は裕木奈江。芸能界に入ってから「いつか会いたい」と思っている。また、『あちこちオードリー』で本人を目の前に元AKB48の横山由依に好意的であると話し、横山由依の卒業コンサートに行くか迷っていたとも発言し、相方の春日から「ファンじゃん」とツッコまれていた。
学生時代に爆笑問題やとんねるず、くりぃむしちゅーから影響を受ける形で芸人を目指すようになったと話している。また、高校時代には自身が『GAHAHAキング 爆笑王決定戦』を観ていた影響から爆笑問題、くりぃむしちゅーについては世代的にファンで、番組のアンケート等で高校時代に憧れていた芸人として名前を挙げることがある。特に爆笑問題は春日とアメフトの部活終わりに漫才を観に行ったり、事務所があった阿佐ヶ谷に自転車で漕いでバッタリ会えないか散策したりしたほどファンである。人生で初めて生で漫才を観た際、太田光が噛み倒して本来のネタと違う笑いになっていたため「そういう漫才が観たいんじゃない」とひどくガッカリしたことがあると本人の前で笑い話として語っている。
現在の愛車はボルボ・XC60。過去には三菱・パジェロ、トヨタ・ランドクルーザー、トヨタ・C-HRに乗っていた。
前述のアメリカンフットボール部の経験もあるように、芸能界きってのNFLファンである。現在、オードリーで出演しているオードリーのNFL倶楽部では、「若林の熱視線」というプレー解説コーナーを持っており、また2010年（2009年シーズン）以降日本テレビ系列のスーパーボウル中継においてゲスト解説も務めている。応援チームは長らくヒューストン・テキサンズで、2018年シーズンにプライベートでNRGスタジアムへ観戦に訪れたほどだったが、2020年シーズン途中からディアンドレ・ホプキンスの移籍もあり、アリゾナ・カージナルスへ変更した。
かつては喫煙者であったが、吸う場所が限られたことや、「喫煙室で嫌な先輩と2人になるのが嫌だったから」という理由から、アレン・カーの『禁煙セラピー』を読んで禁煙に成功している。
先輩に打ちっぱなしに誘われたことを機にゴルフを始めた。1回のスイングで色々な要素を気にすることが漫才に似ていると思い、試すことの楽しさに気付いたという。自身の著書『ナナメの夕暮れ』では「今後、ぼくがゴルフを試し続けるかどうかはまだわかりません。ただ、飲み会よりは全然マシでした。」と書き記している。
『オードリーのオールナイトニッポン』がテアトルアカデミーが実施した20代から40代の男女500人を対象にした調査では好きなラジオ番組の1位に選ばれたり、2021年6月に発表された「リスナーが本気で選んだラジオ番組最強番付2021」芸人部門で1位を獲得したりするなど、ラジオパーソナリティとして目覚ましい活動を見せる傍ら、リスナーとしてもラジオを拝聴しており、『ファーストサマーウイカのオールナイトニッポン0(ZERO)』『山崎怜奈の誰かに話したかったこと。』『爆笑問題カーボーイ』『玉城ティナとある世界』『河北麻友子のマユコレ!』などを聴いている。

## エピソード
2004年に失恋した直後、そのショックで過呼吸に陥る。呼吸も上手くできない状態で携帯電話を使って春日に助けを求めた。「それは多分過呼吸だ」と春日はすぐ判断し、続けて「ビニール袋に口を当てて息をしろ!」と対処法を教えた。即座に若林は近くのコンビニへ駆け込み、レジ近くにあった缶コーヒー1本を手に取ると店員から「袋はいりますか?」と聞かれ若林は「当たり前でしょ! そっちが大事なんだから!」と言ってから店を出て、春日に言われた通り実行すると症状は治まった。春日がこの対処法を知っていた理由は医療を題材にした漫画『スーパードクターK』を読んで覚えていたからであった。
テレビに出られないことへの不満が溜まりすぎて、久我山の商店街で「車に轢かれて、死んでテレビに出てやる!」と叫んで道路に寝っ転がっていたこともあった。しかし待てども車は全く来ず、丁字路の奥の方と安全なポジションにいたので轢かれることはなかった。『中居正広の金曜日のスマイルたちへ』ではコンビ結成から9年間全くテレビに出られなかった当時の状況を回顧し「1回でもテレビに出られたら芸人を辞めようと思っていた」と述べていた。
父親（2016年に肺癌で他界）は阪神タイガースファンで少年野球のコーチをしており、自身も少年野球をやっていた。小学校6年生の時、阪神が低迷し、巨人ファンが大多数の少年野球チーム内でバカにされることが嫌になったことから、近鉄バファローズを応援しようと決意し、1人で近鉄百貨店に行き、メガホンとキャップを購入。更には東京ドームでの日本ハムファイターズ対近鉄戦のチケットも購入した。父は「お前とんでもないことをしているんだぞ」と諭すも、若林の言葉に折れ親子で観戦に訪れる。しかし、その初観戦の試合で日本ハムの投手がノーヒットノーランを達成し、帰るまで悔しくて泣きじゃくり、家に帰ってから父に「こんな負けばかりの人生は嫌だ」と言うと、父から「勝つことの難しさを学ぼう」と諭され、近鉄のグッズを捨て阪神ファンに戻った。
まだ売れていなかった時代、定職にも就かずに芸人を続けている息子に業を煮やした父が、芸人を辞めて定職に就くか家を出て芸人を続けるかを迫った。父は司法書士に念書の作成まで依頼するほど本気だった（若林は、これが実質「絶縁状」のようなものだったと回顧している）。結局、芸人を続けることを選んで家を出た。そして2008年末、この年準決勝まで進出した『M-1グランプリ』でのエントリーナンバーが「4431」だったことを知った父は「俺のためにその番号を選んだのか」と考えた。阪神タイガースファンである父は、4431という番号はランディ・バースの背番号44と掛布雅之の背番号31を合わせたものと思い込んで感動したという。これがきっかけで若林と父との間に雪解けが生じ、2009年の正月は久々に実家へ帰って父と長い話をしたと伝わっている。
2009年7月16日放送の『関口宏の東京フレンドパークII』にコンビで出演。5つのアトラクションのうち4つをクリアし、金貨4枚を獲得。ダーツで豪華賞品を獲得できるビックチャレンジでは、2本目に放った矢が「パジェロ」に当たり、パジェロを獲得した。しかし、視聴者プレゼントで投げた矢は「たわし」に当ててしまった。
2018年1月、一部スポーツ紙で女優の南沢奈央との交際が報じられた。これに関して若林は後日、レギュラーラジオ番組である『オードリーのオールナイトニッポン』2018年1月7日放送分にて春日から問い詰められた末に「ゴリゴリ付き合っています」と答え、交際を認めた。なお、このニュースについて春日は塾に向かう途中でネットニュースを見るまで知らなかった。
同年11月3日、南沢と9月に破局していたことが報じられ、同日深夜（4日未明）の『オードリーのオールナイトニッポン』において自らこれを認めた。
ストレス解消法は「ジェンガを部屋でやり始めて、いきなり蹴っ飛ばす」「音楽をかけてクイックルワイパーを2本持って全裸で踊りながら掃除する」「帰りの車の中で大声を出す」「家に着くなり靴下を脱いで壁に投げつける」「一日にあった嫌なことを紙に箇条書きで書いてシュレッダー機にかける」。
一番つらかった仕事に『いきなり!黄金伝説。』の「○○のメニューを全て食べきる男」シリーズにコンビで挑戦したサイゼリヤ編を挙げた。スパゲッティメニューのミートソースやペペロンチーノを食べた後に、同じ味の卵のせが別メニューとして出てくるため、トイレに向かう途中の厨房で発見した卵を親指で割ったところ、スタッフに羽交い締めにされた。また、伝説挑戦は全メニューを食べきるまでサイゼリヤに寝泊まりして過ごすが、最終日にバスでサイゼリヤから逃走を図った。しかし、夜中の時間帯で最終便を過ぎていたため結局戻ってきた。
前述の『たりないふたり』の配信ライブ後、救急車で病院搬送されたことを2021年6月5日放送の『オードリーのオールナイトニッポン』で明かした。診断の結果は「過換気症候群」。なお、6月2日放送の『ヒルナンデス!』には春日と共に何事もなく生出演したが、6月13日未明放送（6月1日収録）の『日向坂で会いましょう』は前述の理由により欠席し、日向坂46メンバーの加藤史帆が春日と共に代理のMCを担当した。同様の理由で、6月20日・27日・7月4日の3週分も欠席し、こちらは春日が単独でMCを担当した。
長女からパンチをされて右目を内出血したため、2022年7月26日放送の『午前0時の森』にはメガネを掛けて出演する。

### M-1グランプリ
「ナイスミドル」時代から『M-1グランプリ』に2001年の第1回大会に出場を続け、2006年までに出場した大会で全て3回戦敗退に終わっていたものの、2007年に準決勝進出。2008年には、その年に和歌山県で営業に行った際、オードリーのネタを観たサンドウィッチマンが「オードリーはM-1決勝行く」と太鼓判を押し1度準決勝で敗れたものの、敗者復活で勝ち上がり、初の決勝進出を果たす。決勝ファーストラウンドを1位で通過するも、最終決戦でNON STYLEに敗れて準優勝に終わった。
当時の参加資格はコンビ結成10年以内で、初決勝及び準優勝のときは9年目だった。1度準決勝で敗れた時と同じ審査員が決勝進出の1組を選ぶため、同じようなスタイルだと落とされることから「9年目の時に行くしかない」と覚悟を決めていた。
2008年に準優勝の成績を収め、2000年結成のオードリーにとっては実質あと1回だけ出場が可能であったが、敢えてエントリーしなかった。その理由として「東京の芸人で舞台数が少なくて、漫才のテンポや間で勝負が出来ずに、形を決めたうえでやっていた。その形を2008年で見せて、翌年と審査員が変わらないため、一度形を見せてしまい、全く同じモノをやるよりはスカシとか変えなきゃいけないのに、それはスカシであるから進化でない。在りものを外すだけで（自分たちのネタを）退化させたくない」思いがあったと述懐している。
自身を「想像を絶する頑固」と評しており、結果が出ないことへの焦りや自身の漫才スタイルに胸を張れなかったことで評価されることを恐れておりM-1のときですら「何点でもつけてみろって思って出てた」と回想している。
2024年の第20回大会で、自身初の審査員を務めた。

### 前田健との関係
ケイダッシュステージに所属した最初の月に前田健の楽屋に挨拶に行った際、他の先輩からは淡々と済まされるのに対して、前田だけ胸に手を当てて「前田健です。よろしくお願いします」と綺麗に頭を下げていた。若林は前田の姿勢に「後輩にこんな頭下げる人いるんだな」と思い、以降「挨拶は後輩が相手でも敬語でしよう」と思ったほど前田に強く影響を与えられた。その後「みんな死んじゃえって顔してるね」と言われ、そこで何か胸中を見抜かれたか気がして、この人（前田）には嘘は通用しないと思ったという。これ以降、ショーパブでの仕事終わりは必ず食事に連れて行ってもらったり、所持金が足りなくてライブに参加できないときには、原付バイクを貰ったりしたほどの関係性であったが、若林自身テレビ出演やネタに関して褒められたことはなく、「良かったね」とは言われても「面白い」とは言われたことが無かったという。また、若林のクセで話の初めに「でも」を付けることを前田に何度も注意されていたこともあった。
前田が44歳で急逝した後のラジオ収録では、前日の出来事を振り返り、前田が倒れた日の夕方に搬送された病院の集中治療室に立ち会い、前田の兄の計らいで少しの間だけ面会できるように場を設け、そこが前田との最後のやり取りとなった。治療室での前田は「普通にすぐ起きそうな、なんか寝てるだけみたいな気がして、手も握ったんですけど、全然温かくて、顔色も悪くないしっていう感じで……」と述べていた。また、過去に『しくじり先生』の授業で、松村邦洋が心肺停止の状態から回復した出来事を聞いていたこともあって「（マエケンさんも）絶対意識戻るだろうな」と確信していた感じがあったという。

### バスケで大怪我
2020年11月17日更新のInstagramで、プライベートでバスケットボールをしていた時に左膝の靭帯を損傷する全治2か月の大怪我を負い、松葉杖を突く姿の写真がアップロードされた。翌日11月18日の『ヒルナンデス!』出演時は松葉杖をしていないが、スタッフの配慮で低いテーブルと椅子が用意された。若林が担任役として出演する『しくじり先生 俺みたいになるな!!』のスタッフには「それこそしくじりです」と言われ、2021年6月7日と14日放送の同番組で自らしくじり先生として教壇に立ち、バスケットボールを始めたきっかけ、大怪我をしてしまった経緯、仕事への影響、澤部佑がこの大怪我に大きく関わっていることなどの詳細を授業形式で説明した。また、怪我をした際に病院からは全治2か月と診断されていたが、『しくじり先生』の収録時には既に怪我から6ヶ月近く経過しており「おじさんだから全然治んない」と述べていた。

### 受賞歴
- 第37回日本アカデミー賞・話題賞『ひまわりと子犬の7日間』(2014年)
- 第3回 斎藤茂太賞 受賞 『表参道のセレブ犬とカバーニャ要塞の野良犬』（2018年）[49]

## 作品

### シングル
ユルアニ?×若林正恭
- HEART 〜鳩とお嫁さん〜（2011年10月26日、キングレコード） - どちらの曲も『ユルアニ?』での楽曲使用。『ユルアニ?×若林正恭(オードリー) 瀬戸の花嫁/HEART 〜鳩とお嫁さん〜』としてシングルもリリース

### 配信
若林正恭
- お嫁においで（2011年） - 加山雄三の歌のカバー
- 瀬戸の花嫁（2011年） - 小柳ルミ子の歌のカバー

MC.waka
- Orange（2023年9月8日）- 星野源の配信限定EP『LIGHTHOUSE』に収録

### 創作落語
- ツル

## 出演
若林単独での主な出演歴。

### 現在の出演番組

#### 現在のレギュラー番組
テレビ
- しくじり先生 俺みたいになるな!!（2014年10月3日 - 、テレビ朝日・ABEMA） - 担任[注 15]
- 激レアさんを連れてきた。（2017年10月2日 - 、テレビ朝日） - MC

配信
- 佐藤と若林の3600（2021年12月10日・2022年1月21日・26日、4月22日 - 、Amazon Audible） - 冠番組、隔週配信[50]

#### 現在の特別番組もしくは不定期出演
特番は不定期出演以外はMCもしくはメインキャスト出演のみ。
テレビ
- オードリー若林 経済始めました!（2024年1月1日 - 、テレビ東京） - MC

配信
- LIGHTHOUSE（2023年8月22日、Netflix） - 星野源と共にメインキャスト[51]
- シークレットNGハウス（2025年3月27日 -、Amazon Prime Video）- MC（二宮和也とともに）[52]

ラジオ
- 水曜JUNK山里亮太の不毛な議論（2012年6月20日・2020年1月1日・2021年3月3日、TBSラジオ） - 不定期出演

### 過去の出演番組

#### 過去のレギュラー・準レギュラー番組
テレビ
- スター☆ドラフト会議（2011年4月12日 - 2013年3月5日） - 準レギュラー。イジリ隊→スター☆アドバイザー
- ひみつの嵐ちゃん!（2011年9月8日 - 2013年8月、TBSテレビ） - リストランテBOTSUのコーナーの進行役として準レギュラー
- SKE48のマジカル・ラジオ（2011年10月11日 - 2011年12月27日、日本テレビ） - 構成作家・若林正恭 役
  - SKE48のマジカル・ラジオ2（2012年4月13日 - 6月26日）
  - SKE48のマジカル・ラジオ3（2013年1月20日 - 4月7日）
- たりないふたり（2012年4月3日 - 6月19日、日本テレビ） - メインキャスト[注 16]
  - もっとたりないふたり（2014年4月11日 - 2014年6月27日、日本テレビ）
  - たりないふたり2020〜春夏秋冬〜（2020年・2021年5月31日、日本テレビ・hulu） - 2020年度内、季節ごとに放送。「冬」は新型コロナウイルス感染症の状況を受け、翌2021年5月31日に無観客配信ライブ
- 日曜×芸人（2012年4月15日 - 2014年3月30日、テレビ朝日） - MC
- 世界は言葉でできている（2012年10月24日 - 12月19日、フジテレビ） - コトバスター
- 本日、開店します!（2013年4月17日 - 9月18日、TBSテレビ）
- ビックリしちゃった新記録（2013年7月10日 - 8月28日、日本テレビ） - 司会
- 未来ロケット（2014年4月18日 - 2015年3月21日、フジテレビ） - 進行
- あけるなキケン（2014年10月26日 - 2015年9月28日、TBSテレビ） - ヒキダシプレゼンター
- 人生のパイセンTV（2015年10月18日 - 2017年3月19日、フジテレビ） - MC。相方の春日も途中からレギュラーMC出演[注 17]
- 創刊!読むスポーツ ヨムスポ（2016年3月14日 - 3月28日・5月2日 - 16日、2017年1月9日 - 30日、テレビ東京） - MC
  - 爆笑『読む』スポーツ!!ヨムスポ（2019年2月16日、テレビ東京） - MC
- ご本、出しときますね?（2016年4月8日 - 6月24日、BSジャパン） - MC[53]
- セブンルール（2017年4月18日 - 2020年6月30日、関西テレビ・フジテレビ系列） - MC
- 潜在能力テスト（2017年4月25日 - 2023年9月12日、フジテレビ） - MC[54]
- 世界ルーツ探検隊（2017年5月1日 - 8月21日、テレビ朝日） - MC
- 犬も食わない（2018年10月20日 - 12月22日、日本テレビ） - MC
- 午前0時の森 おかえり、こっち側の集い（2022年4月12日 -  2024年3月26日、日本テレビ） - MC[注 18]

ラジオ
- フリートーカー・ジャック!（2005年10月 - 終了年月不明、ラジオ日本）[55][56]
- オードリー若林のフリートーカーJ（ラジオ日本） - 冠番組
- オードリー若林はフリートーカーキング!（開始年月不明 - 2007年5月、ラジオ日本） - 冠番組[55][56]

#### 過去の特別番組もしくは不定期出演
特番は不定期出演以外はMCもしくはメインキャスト出演のみ。
テレビ
- とんねるずのみなさんのおかげでした（2004年6月10日・2008年3月27日、フジテレビ）
  - 番組内のコーナー「博士と助手〜細かすぎて伝わらないモノマネ選手権〜」に出演し、第2回では矢沢永吉、第12回では窪塚洋介の物真似をそれぞれ演じた
- 人志松本の○○な話（2009年4月14日・18日・6月16日・8月25日・9月1日・2010年2月2日・9日・2011年5月27日、フジテレビ） - 不定期出演
- 人志松本のすべらない話（フジテレビ、2009年6月27日・2010年12月25日・2015年7月11日） - 不定期出演[注 19]
- IPPONグランプリ（2009年12月28日・2010年3月31日・2015年5月23日・11月14日・2016年6月11日・11月19日・2017年12月2日・2018年12月15日・2020年12月5日[注 20]、フジテレビ）
  - 不定期出演。第1回大会から出場、現在9大会出場。優勝1回（第15回）・準優勝2回（第2回、第18回）・サドンデス2回（第1回、第18回）
- なるほど!ハイスクール（2010年5月30日・10月9日、日本テレビ） - パイロット版時代副担任[57][58]
- 内村コメディハウス 〜クセ者俳優と見たことない競演SP〜（2011年12月27日、MBSテレビ・TBSテレビ系列） - 番頭[59]
- ボクらの時代（フジテレビ）
  - 2012年6月10日 - 設楽統、星野源（SAKEROCK）と鼎談[60]
  - 2017年10月29日 - オダギリジョー、中谷美紀と鼎談[61]
  - 2018年10月7日 - 西加奈子、山里亮太と鼎談[62]
  - 2021年10月31日 - Creepy Nuts（R-指定・DJ松永）と鼎談[63]
  - 2023年10月15日 - 佐久間宣行、岩井勇気（ハライチ）と鼎談[64]
- 超人気クイズ番組統一No.1決定戦! THEクイズ神（2012年6月29日・2013年1月8日、TBSテレビ） - 進行
- ナカイの窓（2013年3月13日・10月23日・2014年1月8日・1月29日・7月23日・8月27日・2015年2月11日・2月18日・7月1日・7月9日、日本テレビ） - ゲストMC（不定期出演）
- バカリ・山里・若林と坂上忍の日本の怒り呑み込みます！（2014年2月16日、日本テレビ） - MC・冠番組[65]
- ヨロシクご検討ください（2014年10月7日・12月28日・2015年4月12日・6月28日・9月27日・2016年1月2日・4月20日・7月26日・2017年4月10日、日本テレビ） - MC[66]
- ニノさん（2014年3月16日・3月23日・3月30日・4月6日・8月3日、日本テレビ） - 不定期出演
- 好きか嫌いか言う時間（2015年1月6日・10月1日・2016年3月22日・6月30日、TBSテレビ） - 特番時代MC
- おなまエンターテインメント ナゾ解き!マイネーム（2015年3月11日・7月3日、TBSテレビ） - MC
- 若林&指原のいま部屋探してます（2018年1月3日・7月14日、フジテレビ） - MC・冠番組
- 若林ノブ秋山の 揃いも揃って言ったコト（2018年4月22日・10月2日・2019年6月9日・10月10日、日本テレビ） - MC・冠番組
- トコロ変わればスゴイ人（2020年1月22日、TBSテレビ） - 進行[67]
- 審査員長・松本人志（2020年9月5日・2021年1月2日・4月28日・2022年6月11日[68]、TBSテレビ） - MC[69]
- とりあえず買ってみませんか？（2021年1月10日、フジテレビ） - メインキャスト[注 21]
- ボーっと過ごした人の“へぇ〜”ノート（2022年1月26日・2月2日・6月7日[70]、フジテレビ） - スタジオMC[71][注 22]
- 出動!バクダン処理班 → テレビギャング（日本テレビ） - メインキャスト[注 23]
  - 2022年2月19日[注 24]
  - 2022年4月24日[74]
  - 2023年1月2日[75]
- 上田若林の撮れ高（2022年3月27日・7月17日・2023年1月9日、日本テレビ） - 冠特番[注 25]
- 本日の司会は オードリー若林!（2024年12月17日・2025年5月6日、NHK総合） - MC

ラジオ
- ナインティナインのオールナイトニッポン（2009年6月4日・2010年8月5日、ニッポン放送） - メンバーの岡村隆史が諸事情で休んでいたため、前者は『矢部浩之のオールナイトニッポン』として放送された。また、後者は「ナインティナインのオールナイトニッポン「ツッコミ祭!」と題し、TKO・木本武宏と共に3人でトークを繰り広げた。
- 欽ちゃんとオードリー若林のキンワカ60分!（2022年1月2日・5月5日・2023年1月1日、ニッポン放送） - 冠特番[76]

配信
- ラップスタア誕生! 〜A NEXT DOPE!〜（2017年5月5日・7月1日・9月2日、ABEMA|AbemaTV） - Season1のメインMC、特別番組

### 吹き替え
- ひなくり2020〜おばけホテルと22人のサンタクロース〜 無観客生配信ライブ（2020年12月24日） - ポカ[77][注 26]

### 単独ライブ
- オードリー若林の男性用スプレー缶の正しい捨て方（2010年9月26日、阿佐ヶ谷ロフトA）
  - Munasawa King Live ♯7 若林正恭トークライブ〜スプレー缶の正しい捨て方2〜（2011年1月22日、下北沢駅前劇場）
  - 若林正恭トークライブ〜スプレー缶の正しい捨て方3〜（2011年6月14日、恵比寿・エコー劇場） - 男性限定であり、このライブについてテレビ・ラジオでは一切告知されておらず、内容についても語られていない
- 若林正恭のLove or Sick（2015年5月3日、草月ホール）
  - Love or Sick 2nd stage（2015年9月15日、16日、北沢タウンホール）
  - Love or Sick 3rd stage（2018年11月1日、ユーロライブ）

### テレビドラマ
- LOVE17（2008年12月28日、メ〜テレ） - 入谷マネージャー 役[78]
- 終電ごはん（2013年7月1日・10月7日 - 28日、テレビ東京） - 主演・マサヤス 役[79][80]
- 容疑者は8人の人気芸人（2015年4月18日、フジテレビ） - 本人 役
- 盲目のヨシノリ先生〜光を失って心が見えた〜（2016年8月27日、日本テレビ） - 宮城道雄 役
- 住住（2017年1月24日 - 3月28日、日本テレビ） - 本人 役
  - 住住2020（Hulu、2020年4月18日 - 5月23日） - 本人 役、全6話
  - 住住Season3（Hulu、2021年4月25日 - 6月27日） - 本人 役、全10話
- レンタルの恋 第8話（2017年3月9日、TBS） - 一色照彦 役
- 釣りバカ日誌 Season2〜新米社員 浜崎伝助〜 第1話（2017年4月21日、テレビ東京） - 鮫山浩太郎 役

### 映画
- ひまわりと子犬の7日間（2013年3月16日） - 佐々木一也 役

### 舞台
- 芸人交換日記〜イエローハーツの物語〜（2011年8月） - ボケ担当・田中 役

### CM
- トヨタ自動車「エコカー減税・補助金」（2012年4月） - 若林源三（『キャプテン翼』） 役。川澄奈穂美と共演
- 日本コカ・コーラ「リアルゴールド 」（2018年3月 - 2019年4月）
- 三菱電機「家電電器事業」（2014年6月 - 2022年9月）[81]
- 江崎グリコ「カフェオーレ」（2021年3月 - 、ウェブCM）
- 日経電子版「初割キャンペーン」（2023年12月21日 - 2024年2月7日）[82]
- DeNA Pococha（2024年4月22日 - ） - 佐藤満春（どきどきキャンプ）と共演[83][84]
- ヒノキヤグループ Z空調（2024年12月25日 - ）[85]

### DVD・Blu-ray
- テレビドラマ『LOVE17 〜L3バージョン〜』（2009年11月27日）
- 人志松本のすべらない話 ザ・ゴールデン5（2010年12月24日）
  - 人志松本のすべらない話 聖夜スペシャル（2012年6月23日）
  - 人志松本のすべらない話 第28回大会 完全版（2016年1月13日）
- ダイナマイト関西2010 first（2011年3月16日）
  - ダイナマイト関西2014（2014年12月3日）
- アメトーークDVD 13（2011年3月30日）
  - アメトーークDVD 22、23（2012年9月26日）
  - アメトーークDVD 26、27（2013年3月27日）
  - アメトーークDVD&Blu-ray 28（2014年9月24日）
  - アメトーークDVD&Blu-ray 33（2015年3月27日）
  - アメトーークDVD&Blu-ray 35（2016年2月10日）
- 舞台『芸人交換日記』（2011年11月16日）
- SKE48のマジカル・ラジオ（2012年2月29日）
  - SKE48のマジカル・ラジオ2（2012年9月7日）
  - SKE48のマジカル・ラジオ3（2013年8月2日）
- IPPONグランプリ01、02（2012年3月31日）
  - IPPONグランプリ13、14（2016年6月15日）
- たりないふたり-山里亮太と若林正恭-（2012年8月22日）
  - たりふたSUMMER JAM '12（2012年12月19日）
  - もっとたりないふたり -山里亮太と若林正恭-（2014年8月22日）
  - たりふたSUMMER JAM '14 〜山里関節祭り〜（2014年12月14日）
- ふわふわトーク こんな感じでどうですか? 第一夜〜第三夜（2013年1月16日）
  - ふわふわトーク こんな感じでどうですか? 第四夜〜第六夜（2013年7月17日）
- 日曜×芸人 VOL.1〜3（2013年2月20日）
  - 日曜×芸人 VOL.4〜6（2014年3月7日）
- 映画『ひまわりと子犬の7日間』（2013年8月7日）
- テレビドラマ『終電ごはん 〜お腹いっぱい完全版〜』（2014年3月26日）
- テレビドラマ『容疑者は8人の人気芸人』（2015年9月16日）
- しくじり先生 俺みたいになるな!! 第1巻 - 第3巻（2015年10月7日）
  - しくじり先生 俺みたいになるな!! 第4巻 - 第6巻（2016年3月23日）
- テレビドラマ『24HOUR TELEVISION ドラマスペシャル2016 盲目のヨシノリ先生 〜光を失って心が見えた〜』（2017年2月8日）

## 書籍

### 雑誌連載
- ダ・ヴィンチ「オードリー・若林の真社会人」（2010年 - 2014年）[86]
- ダ・ヴィンチ「どいてもらっていいですか?」（2015年 - 2018年）[87]

### 雑誌対談
- 『対談 目的もなく遊び続けろ』 國分功一郎、若林正恭（2022年1月号、文學界）[88]

### 著書
- 社会人大学人見知り学部 卒業見込（2013年5月17日、角川文庫/メディアファクトリー、ISBN 978-4-040-68088-0） - ダ・ヴィンチでの連載「オードリー・若林の真社会人」を書籍化
- 完全版 社会人大学人見知り学部 卒業見込（2015年12月25日、角川文庫/メディアファクトリー、ISBN 978-4-041-02614-4） - 『社会人大学人見知り学部 卒業見込』に新たなエピソードを加筆して文庫化
- 表参道のセレブ犬とカバーニャ要塞の野良犬（2017年7月14日、KADOKAWA、ISBN 978-4-040-69316-3） - キューバへの一人旅について書き下ろしたエッセイ
  - 表参道のセレブ犬とカバーニャ要塞の野良犬（2020年10月7日、文春文庫 わ 25-1、文藝春秋、ISBN 978-4-167-91582-7） - 上記の文庫版。特別書下ろし3編「モンゴル」「アイスランド」「コロナ後の東京」を収録
- 『ナナメの夕暮れ』文藝春秋、2018年8月30日。ISBN 978-4-163-90887-8。 - ダ・ヴィンチでの連載「どいてもらっていいですか？」に書き下ろしを加えたエッセイ
  - ナナメの夕暮れ (2021年12月7日、文春文庫 わ 25-2、文藝春秋、ISBN 978-4-167-91805-7) - 上記の文庫版。書き下ろし17,000字の「明日のナナメの夕暮れ」を収録

## 演じた俳優
- 髙橋海人 -『だが、情熱はある』（2023年、日本テレビ）